# Three Kings
Three Kings är en amerikansk film från 1999.

## Handling
Under Gulfkrigets sista dagar hittar fyra amerikanska soldater en karta som avslöjar var irakierna gömt det stulna guldet från Kuwait. Soldaterna, ledda av Gates (George Clooney) ser nu en möjlighet att komma hem rika från ett hopplöst krig, men de får också se folk i Irak som behöver hjälp.

## Om filmen
Three Kings regisserades av David O. Russell, som även skrev filmens manus tillsammans med John Ridley.

## Rollista (urval)
- George Clooney - major Archie Gates
- Mark Wahlberg - sergeant Troy Barlow
- Ice Cube - överfurir Elgin
- Spike Jonze - menige Conrad Vig
- Cliff Curtis - Amir Abdullah
- Nora Dunn - Adriana Cruz
- Jamie Kennedy - Walter Wogaman
- Judy Greer - Cathy Daitch
- Alia Shawkat - Amirs dotter